# 天河街道 (武汉市)
天河街道，是中华人民共和国湖北省武汉市黄陂区下辖的一个乡镇级行政单位。

## 行政区划
天河街道下辖以下地区：
新建社区、民航社区、泗桥社区、童河村、道店村、韩庙村、祝林村、珍珠村、陈叶村、康桥村、白莲村、柯咀村、有力村、两路村、白桥村、大兰村、刘辛村、段岗村、岱祥村、赵岗村、红湖村和白莲院渔渔场村。